# Danh sách tỷ phú Đức theo giá trị tài sản
Dưới đây là danh sách những người giàu nhất nước Đức, được liệt kê trong tạp chí Forbes bắt đầu từ tháng 3 năm 2012.

## Tháng 3 2012
Nguồn: Forbes Magazine, tháng 3 năm 2012
| Hạng | Tên                                       | Tài sản bằng tỷ US-Dollar | Nguồn tài sản                   | Ngành kinh tế                  | Hạng trên thế giới |
| 01.  | Karl Albrecht                             | 25,4                      | Aldi Süd                        | Cửa hàng bán lẻ                | 010.               |
| 02.  | Berthold & Theo Albrecht junior & Familie | 17,8                      | Aldi Nord, Trader Joe’s         | Cửa hàng bán lẻ                | 032.               |
| 03.  | Michael Otto & Familie                    | 17,6                      | Otto-Gruppe                     | Buôn bán qua bưu điện          | 034.               |
| 04.  | Susanne Klatten                           | 13,0                      | BMW, Altana, Nordex, SGL Carbon | Hãng chế tạo xe hơi, Dược phẩm | 059.               |
| 05.  | Stefan Quandt                             | 11,2                      | BMW                             | Hãng chế tạo xe hơi            | 076.               |
| 06.  | Johanna Quandt                            | 10,0                      | BMW                             | Hãng chế tạo xe hơi            | 088.               |
| 07.  | Klaus-Michael Kühne                       | 09,8                      | Kühne + Nagel                   | Hậu cần                        | 095.               |
| 08.  | August von Finck                          | 07,8                      | Merck Finck & Co, Allianz       | Ngân hàng, Bảo hiểm            | 118.               |
| 09.  | Hasso Plattner                            | 07,2                      | SAP                             | Phần mềm                       | 127.               |
| 10.  | Curt Engelhorn                            | 06,6                      | Boehringer Mannheim             | Hóa học                        | 144.               |

## Tháng 3 2015
Nguồn: Forbes Magazine, März 2015
| Hạng | Tên                                               | Tài sản bằng tỷ US-Dollar | Nguồn tài sản                   | Ngành kinh tế                  | Hạng trên thế giới |
| 01.  | Georg Friedrich Wilhelm Schaeffler                | 26,9                      | Schaeffler-Gruppe               | Bộ phận xe hơi                 | 021.               |
| 02.  | Beate Heister (geb. Albrecht) & Karl Albrecht Jr. | 21,1                      | Aldi-Süd                        | Cửa hàng bán lẻ                | 037.               |
| 03.  | Dieter Schwarz                                    | 20,4                      | Schwarz-Gruppe                  | Cửa hàng bán lẻ                | 046.               |
| 04.  | Theo Albrecht Jr.                                 | 18,8                      | Aldi Nord und Trader Joe’s      | Cửa hàng bán lẻ                | 049.               |
| 05.  | Michael Otto                                      | 18,1                      | Otto-Gruppe                     | Buôn bán qua bưu điện          | 050.               |
| 06.  | Susanne Klatten                                   | 16,8                      | BMW, Altana, Nordex, SGL Carbon | Hãng chế tạo xe hơi, Dược phẩm | 054.               |
| 07.  | Stefan Quandt                                     | 15,6                      | BMW                             | Hãng chế tạo xe hơi            | 059.               |
| 08.  | Johanna Quandt                                    | 13,9                      | BMW                             | Hãng chế tạo xe hơi            | 088.               |
| 09.  | Klaus-Michael Kühne                               | 11,9                      | Kühne + Nagel                   | Hậu cần                        | 103.               |
| 010. | Hasso Plattner                                    | 09,1                      | SAP                             | Phần mềm                       | 137.               |